# Psycho Pinball
 (mars 2025).
Si vous disposez d'ouvrages ou d'articles de référence ou si vous connaissez des sites web de qualité traitant du thème abordé ici, merci de compléter l'article en donnant les références utiles à sa vérifiabilité et en les liant à la section « Notes et références ».
Psycho Pinball est un jeu vidéo de flipper sorti en 1994 sur Mega Drive, puis converti l'année suivante sur DOS. Le jeu a été développé et édité par Codemasters.

## Système de jeu
Comme tout jeu de flipper, le but est d'éviter la chute de la balle entre les deux fourches du bas.
Psycho Pinball propose 4 tableaux, chacun étant thématique:
- Psycho, ambiance fête foraine (ce tableau permet d'accéder aux trois autres...)
- The Abyss, ambiance aquatique
- Trick or Treat, ambiance Halloween
- Wild West, ambiance western

Le jeu est bien entendu complété par tous les bonus habituels de ce genre de simulation (extra-ball, multi-balls etc.).
Malgré la concurrence des jeux de flipper de la compagnie Digital Illusions CE, Psycho Pinball eut droit à une notoriété certaine de par sa finition technique de bonne qualité.